# Альпклуб МЭИ
Альпклу́б МЭИ (клуб альпинистов и скалолазов МЭИ) — общественная организация. Объединяет любителей гор со всей России, в том числе студентов Московского энергетического института (МЭИ). Осуществляет круглогодичные тренировки и спортивные сборы в разных горных системах Европы и Азии, проводит массовые спортивные соревнования на некоммерческой основе.

## История клуба
Первый альпинистский лагерь МЭИ заработал летом 1934 года на Домбайской поляне.

## Клуб сегодня
Клуб альпинистов и скалолазов МЭИ является одним из самых крупных по количеству спортсменов и совершённым восхождениям альпклубов Москвы. Начиная с 2010 года спортсмены альпклуба регулярно побеждают и занимают призовые места на чемпионатах, кубках Москвы и России. Круглый год тренировки спортсменов по общей физической подготовке проводятся на стадионе «Энергия» в Лефортово, скалолазные тренировки — на различных скалодромах Москвы. Также в рамках клуба действует «Школа альпинизма», в которой преподаватели проводят занятия по технике и тактике альпинизма, спасательным работам, оказанию первой помощи в горах. Проводятся учебно-тренировочные, спортивные сборы или экспедиции в Крым, Хибины, Кавказ, Памир, Тянь-Шань, Альпы. На сборах Альпклуба обучение ведут инструкторы, сертифицированные Федерацией альпинизма России (ФАР), являющиеся действующими спортсменами высокого уровня. На новогодние праздники организуются скалолазные сборы в разных горных районах Турции, Испании, Иордании, Египта. Проводятся лыжные сборы. Спортсмены альпклуба МЭИ регулярно принимают участия в чемпионатах России и федеральных округов по альпинизму, ледолазанию и скалолазанию. Альпклуб МЭИ в течение года организовывает различные соревнования и мероприятия:
1. Лыжная гонка (эстафета) альпинистов памяти А.И. Колганова (февраль).
2. Открытый чемпионат по скалолазанию (трудность) памяти С. Гурякова (апрель).
3. Троеборье МЭИ «Весенний зачёт» (спортивное ориентирование, болдеринг, лазание в связках) (июнь).
4. Внутриклубный чемпионат по скалолазанию (болдеринг) (декабрь).
5. Альптриатлон (плавание, велосипед кросс-кантри, бег) (сентябрь).
6. Слёт памяти друзей (июнь).
7. «Гусятник», посвящённый закрытию летнего альпинистского сезона (сентябрь)
8. Торжественный новогодний вечер (декабрь).

## Достижения

### В чемпионатах и кубках
Призовые места альпклуба МЭИ на чемпионатах, первенствах и кубках Москвы и России:

#### 2011
- Чемпионат Москвы по альпинизму «Малые Горы»: 2 место (Каячев Александр - Большаков Дмитрий); 3 место (Жарков А.-Дерябин А.)
- Чемпионат Москвы по альпинизму в техническом классе: 2 место (п. Урриэлью, СЗ ст. (м-т «Зимние грёзы»), ор. 6Б, 3 прохождение (Нилов С., Корочков А., Ланге А.)[3]
- Лучший альпклуб Москвы

#### 2012
- Чемпионат Москвы по альпинизму «Малые Горы»: 2 место (Каячев А.-Большаков Д.)
- Чемпионат России по альпинизму (высотный класс) — 2 место (Ланге А. в составе сборной Москвы)[4]

#### 2013
- Чемпионат Москвы по альпинизму «Малые Горы»: 2 место (Каячев А.-Жарков А.)[5]

#### 2014
- Чемпионат Москвы по ледолазанию (трудность) — 1 место (Хайров Р.)

#### 2015
- Чемпионат Москвы по ски-альпинизму — 3 место (Игумнов А.)
- Чемпионат Москвы по альпинизму «Малые Горы» — 2 место (Каячев А.-Савельев И. (Альпклуб МГУ))
- Чемпионат Москвы по альпинизму «Малые Горы» — 3 место (Курочкин А.-Петров П.)

#### 2016
- Чемпионат Москвы по альпинизму «Малые Горы» в классе мультипитчей — 1 место (Топорков А.-Чекулаева М.)
- Чемпионат Москвы по альпинизму «Малые Горы» в классе альпвосхождений — 3 место (Курочкин А.-Маркевич К.)

#### 2017
- Чемпионат Москвы по альпинизму «Малые Горы» — 1 место (Каячев А. — Шеинов А.)

#### 2018
- Чемпионат Москвы по альпинизму «Малые Горы» — 1 место (Мосина Ксения - Оленёва Надежда)
- Чемпионат МО по альпинизму (ледолазание) - 1 место (Иван Черных) и 2 место (Хайров Рамиль)

2020
- Чемпионат Москвы по альпинизму (высотно-технический класс) - 2 и 3 место

2021
- Чемпионат Москвы по альпинизму «Малые Горы» (скальный класс) - 2 и 3 место
- Чемпионат Москвы по альпинизму «Малые Горы» (технический класс) - 1 место

2022
- Чемпионат Москвы по альпинизму (высотно-технический класс) - 1 место (сборная команда КАиС МЭИ и а/к МГУ) (Дементьев Игорь, Федосов Филипп, Храбров Кузьма) за восхождение на пик Одессы (4810 м) по зеркалу западной стены (м-т Русяева), 6Б к.т. Тренеры команды - Савельев И.Б., Беспалько А.А.)[6]
- Чемпионат Москвы по альпинизму (высотно-технический класс) - 2 место. (Яблоков Евгений, Ермаков Юрий, Корзинов Дмитрий) за восхождение на пик Асан (4230 м) по левой части СЗ стены (м-т Погорелова), 6А к.т. Тренер команды - Дорфман Лев Витальевич[6]
- Чемпионат Москвы по альпинизму (высотно-технический класс) - 3 место (Курочкин Алексей, Маркевич Константин, Яблоков Евгений) за первопрохождение на пик Шоколадный (3668 м) по желобам ЮЗ стены, 5Б к.т. Тренер команды - Кутькин Сергей Анатольевич[6]

2023
- Чемпионат Москвы по альпинизму (высотно-технический класс) - 3 место

### Звания, награды, конкурсы

#### Золотой ледоруб (Piolet d`Or)
- 2013 год - Александр Ланге в составе сборной Москвы за восхождение на Музтаг-Тауэр по маршруту 6Б категории трудности (первопрохождение)

#### Золотой ледоруб России</ref>
- 2013 год - Александр Ланге в составе сборной Москвы за восхождение на Музтаг-Тауэр[7] по маршруту 6Б категории трудности (первопрохождение)

#### Лучший альпинист Москвы[8]
- 2011 год - Александр Ланге[9]
- 2018 год - Дмитрий Корзинов
- 2020 год - Евгений Яблоков
- 2022 год - Евгений Яблоков[10]
- 2023 год - Евгений Яблоков

#### Лучшая альпинистка Москвы[8]
- 2015 год - Екатерина Андриянова
- 2017 год - Ксения Мосина
- 2018 год - Екатерина Андриянова/Ксения Мосина
- 2019 год - Ксения Мосина
- 2022 год - Анастасия Дергачёва[10]

#### Лучший альпинист Москвы в скальном классе[8]
- 2021 год - Евгений Яблоков
- 2022 год - Евгений Яблоков[10]

Лучшая альпинистка Москвы в скальном классе
- 2021 год - Марина Орлова

#### Лучший ледолаз Москвы[8]
- 2012 год - Рамиль Хайров
- 2014 год - Рамиль Хайров
- 2019 год - Иван Черных

Лучшая ледолазка Москвы
- 2012 год - Светлана Соколова
- 2013 год - Светлана Соколова

#### Кубок Клубов Москвы[8]
Проводился с 2012 по 2019 годы. Общий зачёт по результатам около 10 московских соревнований по разным дисциплинам альпинизма и прикладным видам спорта.
- 2012 год - 3 место
- 2013 год - 2 место
- 2014 год - 1 место
- 2015 год - 1 место (совместно с Альпклубом МАИ)
- 2016 год - 2 место
- 2017 год - 1 место
- 2018 год - 3 место
- 2019 год - 2 место

Кубок Москвы по совершённым восхождениям им. Боровикова
В зачёт Кубка входят результаты 5 лучших альпинистова от каждого альпклуба Москвы, совершивших в календарном году восхождения от 4А категории трудности и выше
- 2011 год - 1 место (Ланге А., Корочков А., Родионов П., Каячев А., Большаков Д.)[11]
- 2012 год - 2 место (Ланге А., Корочков А., Родионов П., Каячев А., Большаков Д.)[12]
- 2013 год - 2 место
- 2015 год - 1 место
- 2016 год - 1 место
- 2017 год - 1 место
- 2018 год - 2 место
- 2019 год - 2 место
- 2020 год - 1 место,
- 2021 год - 1 место - 32,5 балла (Евгений Яблоков - 8 б., Данила Васнев - 7 б., Игорь Ерохов - 6,2 б., Никита Варламов - 6 б., Михаил Рогозин - 5,5 б.)
- 2022 год - 1 место
- 2023 год - 1 место - 15,9 балла (Евгений Яблоков, Никита Варламов, Игорь Ерохов, Юрий Авраамов, Николай Троицкий)

### Выдающиеся восхождения
1937 г.:
Экспедиция в Фанские горы, первовосхождения на вершины:
1. Чимтарга с севера, 2Б (первопрохождение)[13]
2. Пик Красных Зорь по Ю. гребню с пер. Биоб 3А
3. Пик Энергия по С гребню 2Б (первовосхождение). Казакова Елена +... Вершина в то время была безымянной и получила своё название в честь Московского Энергетического Института.[13][14]

1958 г.:
1. Безенгийская стена с запада на восток (Алексашин Лев, Э. Пастрон, В. Ткач и С. Шакин — 10—16 августа).

1959 г:
1. Северный массив от Дыхтау до Коштантау с подъёмом на Дыхтау по Центральному контрфорсу Южной стены (Алексашин Лев, В. Коптев и Ю. Минин—30 июля — 20 августа).

2008 г.:
1. 7 января. пик Вольная Испания, 5Б к.т. Гуряков Сергей, Дорфман Лев, Барабанов Георгий, Петранин Константин.
2. 12 марта. пик Тбау (В), 5Б к.т. Дорфман Лев, Гуряков Сергей, Барабанов Георгий, Климов Максим, Вершинина Ольга

2010 г.:
1. 10 августа. пик Джайлык, 5Б к.и. Ланге Александр, Игумнов Александр, Неумоин Константин

2011 г.:
1. 15 сентября. Двузубка С. по ЮЗ ст., 6А. Скосырев Геннадий, Ланге Александр, Шикин Юрий, Чернов Сергей.
2. 16 сентября. Двузубка С. по З ребру, 4Б. Нестеров Алексей, Окороков Григорий, Макаров Сергей, Шляпужников Александр (первопрохождение)
3. 5 октября. п. Урриэлью, СЗ ст. (м-т «Зимние грёзы»), 6А, 3 прохождение (Нилов Cергей, Корочков Алексей, Ланге Александр)

2012 г.
1. 11 июля. Ушба (Ю) по ЮВ кф. Ю гребня, 5Б. Большаков Дмитрий, Макаров Александр

2013 г.
1. 26 июля. п. Конструкторов по правой части стены, 5Б. Дорфман Роман, Романов Алексей
2. 12-17 августа. п. Джигит по м-ту Рябухина, 6А. Большаков Дмитрий+2

2014 г.
1. 28 февраля. пик Тбау (В), 5Б к.т. Игумнов Александр, Якобчук Денис, Алексеев Дмитрий
2. 28 июля. Чегем по СВ стене СВ гребня (м-т Форостяна), 6А. Климов Максим, Игумнов Александр, Корзинов Дмитрий.

2015 г.
1. 16-21 июля. Шхельда (В-З), тр., 5Б к.т. Большаков Дмитрий, Грищенков Павел

2022 г.
1. 8 августа. пик Одессы (4810 м) по зеркалу западной стены (м-т Русяева), 6Б к.т. сборная команда а/к МГУ и КАиС МЭИ. Дементьев Игорь, Федосов Филипп, Храбров Кузьма.
2. 26 июля. пик Асан (4230 м) по левой части СЗ стены (м-т Погорелова), 6А к.т. Яблоков Евгений, Ермаков Юрий, Корзинов Дмитрий
3. 21 августа. пик Шоколадный (3668 м) по желобам ЮЗ стены, 5Б к.т. (первопрохождение). Курочкин Алексей, Маркевич Константин, Яблоков Евгений

## Председатели альпклуба
- Курочкин Геннадий Александрович
- Горяч Виктор
- Бегишев Сергей Бурханович
- 1970е - Тарасов Виктор Петрович
- Нигомодзянов Тагир
- Фабричнев Александр
- 1980—1984 — Каячев Александр Иванович
- 1984—2007 — Глубоков Александр Васильевич
- 2007—2009 — Колганов Алексей Исаакович
- с 2009— Макаров Сергей Александрович

## Известные альпинисты и скалолазы МЭИ
- Абрамов, Александр Викторович — Мастер спорта по альпинизму. 2-кратный обладатель кубка Москвы по скалолазанию в виде трудность (1990, 1991).[15] Член Русского географического общества, президент клуба «7 вершин»[16]
- Алексашин Лев Валентинович — Мастер спорта СССР по альпинизму, кавалер ордена «Эдельвейс» 2 степени[17]. Занимается альпинимом с 1951 года
- Глубоков Александр Васильевич (1951—2008) - Кандидат в мастера спорта по альпинизму. 3-й призёр чемпионата Москвы по альпинизму в техническом классе (1988). Инструктор альпинизма 2 категории. Председатель правления Альпклуба МЭИ в течение 23-х лет.
- Дорфман Лев Витальевич — Мастер спорта России по альпинизму. Чемпион России по альпинизму 2004 г.[18] Инструктор альпинизма 2 категории.
- Иванов Вадим Владимирович — Мастер спорта СССР по скалолазанию (1986). 3-кратный чемпион Москвы по скалолазанию: трудность (1995, 1998), скорость (1997). 3-кратный обладатель кубка Москвы по скалолазанию: скорость (1988, 1989, 1990). Чемпион ВУЗов Москвы по скалолазанию: скорость (1993).
- Казакова Елена Алексеевна — Заслуженный мастер спорта СССР по альпинизму. Первая женщина, удостоенная этого звания в 1946 году
- Каячев Александр Иванович - Мастер спорта СССР по скалолазанию (1983), серебряный призёр чемпионата СССР по скалолазанию, 9-кратный чемпион Москвы по скалолазанию: в связках (1980, 1982, 1984, 1987, 1988), в индивидуальном лазании (1987), в парных гонках (1980, 1984, 1985). Обладатель кубка Москвы по скалолазанию (1989). Чемпион ВУЗов Москвы по скалолазанию (1991). Чемпион Москвы по альпинизму в техническом Классе «Малые Горы» (2017). 4-кратный вице-чемпион Москвы по альпинизму в классе «Малые горы» (2011, 2012, 2013, 2015). Председатель Альпклуба МЭИ с 1980 по 1984 гг.
- Корзун Ирина Вячеславовна (1914-2007) - Инструктор альпинизма (№9). Одна из основателей альпсекции МЭИ в 1934 году. Участница первого палаточного лагеря МЭИ на Домбайской поляне. Участник лучшего восхождения СССР в 1937 г. (Шхара гл. по СВ гребню). Репрессирована в 1940 году.
- Колганов Алексей Исаакович (1951—2009) — Кандидат в мастера спорта по альпинизму. 3-й призёр чемпионата Москвы по альпинизму в техническом классе (1988). Инструктор альпинизма 2 категории. Председатель Альпклуба МЭИ с 2007 по 2009 гг.
- Кузьмин Кирилл Константинович (1917—1995) — Заслуженный мастер спорта СССР по альпинизму (1954). Заслуженный тренер СССР (1961). 6-кратный чемпион СССР по альпинизму: в техническом классе (1950), в классе траверсов (1951, 1953), в высотном классе (1952, 1957, 1964). 3-кратный вице-чемпион СССР по альпинизму: в высотном классе (1954, 1959), в классе траверсов (1959). 2-кратный третий призёр чемпионатов СССР по альпинизму: в классе траверсов (1955), в высотном классе (1957). «Снежный барс». Почётный энергетик СССР.
- Ланге Александр Сергеевич — Мастер спорта России по альпинизму, обладатель премии «Piolet D`Or» 2013 г., «Золотой ледоруб России». Вице-чемпион России по альпинизму 2011 года. Вице-чемпион Москвы по альпинизму (2011). Лучший альпинист Москвы (2011). Инструктор альпинизма 3 категории.
- Малеинов Алексей Александрович (1912—1991). Заслуженный мастер спорта СССР по альпинизму. Один из основателей секции альпинизма в МЭИ. В числе его восхождений первых лет: 1935 год — Дых-тау с юга, 1936 год — первопрохождение на Шхару с перевала Дыхниауш, 1938 год — первопрохождение на западную Мижирги с юга, 1940 год — руководство траверсом Ушбы с юга. Он один из первых инструкторов альпинизма. Преподавал на первых альпинистских семинарах в Алма-Ате (1935 г.) и Душанбе (1936 г.), в первой школе инструкторов альпинизма ВЦСПС (1936 г.). В 1938—1941 гг. был начальником учебной части альплагеря «Азот» (Адырсу). Член президиума Федерации альпинизма СССР.
- Прокудаев Георгий Михайлович (1910-1988) — Мастер спорта СССР по альпинизму. Инструктор альпинизма. Один из основателей альпклуба МЭИ в 1934 г. В 1934 году инициировал проведение первого альпсбора МЭИ на Домбае (инструктор, рук. сборов — И. А. Волченсков), в ходе которого совершил первое советское — второе восхождение на Белалакаю. В 1935 году во время вторых альпсборов МЭИ совершил (среди прочих: Джаловчат, Гестола, Сунахет, Эрцог, Ляльвер и Салынан-баши) восхождение на Эльбрус (Западную вершину). В 1936 году Прокудаев, В. Науменко и И. Корзун совершили первые советские восхождения на Шхару (по СВ гребню, лучшее восхождение сезона) и Мижирги Западную. В 1937 году в ходе Памирской экспедиции участвовал в первой попытке восхождения на Пик Корженевской. 23 августа им удалось подняться на предвершину в северном гребне (по разным оценкам 6 910 — 6 990 м)
- Сушко Олег Юрьевич — Мастер спорта России по скалолазанию (1993). Чемпион Москвы по скалолазанию в парной гонке (1995). Обладатель кубка Москвы по скалолазанию в скорости (1991). 5-кратный чемпион ВУЗов Москвы по скалолазанию в трудности (1992, 1994 дважды), в скорости (1991, 1994)
- Устюжанин Евгений Евгеньевич — Кандидат в мастера спорта по альпинизму, «Снежный барс»[19]. 2-кратный Чемпион Москвы по альпинизму в высотном классе (1981, 1983). Инструктор альпинизма 2 категории.
- Чёрный Николай Дмитриевич — Заслуженный мастер спорта (1982), Заслуженный тренер СССР, «Снежный Барс». Чемпион Москвы по альпинизму в высотном классе (1983). Участник экспедиции на Эверест в составе сборной СССР в 1982 г. Кавалер ордена «Эдельвейс» 2 степени[17].
- Яблоков Евгений Александрович - Мастер спорта России по альпинизму (2022 год)[20]. Чемпион России 2022 года по альпинизму в скальном классе[21]. Вице-чемпион и третий призёр чемпионата Москвы 2022 г. по альпинизму в высотно-техническом классе [6]. Лучший альпинист Москвы 2020 и 2022 годов. Лучший альпинист Москвы в скальном классе 2021 и 2022 годов. Инструктор альпинизма 3 категории. Обладатель жетона "Спасение в горах". Совершил более 50 восхождений 5-й и 6й категории трудности. В свободное время занимается восстановлением скалолазных маршрутов в Крыму.